# Leonardo Cimino
Leonardo Anthony Cimino (Manhattan, 4 november 1917 – Woodstock, 3 maart 2012) was een Amerikaanse film-, TV- en toneelacteur. Hij verscheen voor het eerst op toneel in 1937. Cimino is onder meer bekend om zijn rollen als Holocaustoverlevende in de sciencefictionserie V (1983) en de film The Monster Squad.

## Filmografie
- The Confession (1964)
- Stiletto (1969)
- Cotton Comes to Harlem (1970)
- Come Back, Charleston Blue (1972)
- Jeremy (1973)
- The Man in the Glass Booth (1975)
- Hide in Plain Sight (1980)
- Stardust Memories (1980)
- Monsignor (1982)
- Amityville II: The Possession (1982)
- V (1983)
- Dune (1984)
- Moonstruck (1987)
- The Monster Squad (1987)
- The Seventh Sign (1988)
- Penn & Teller Get Killed (1989)
- The Freshman (1990)
- Q&A (1990)
- Hudson Hawk (1991)
- Household Saints (1993)
- Claude (1993)
- Waterworld (1995)
- The Hunger (1997)
- Cradle Will Rock (1999)
- Made (2001)
- Before the Devil Knows You're Dead (2007)

## Prijzen
Cimino won in 1958 de Obie Award voor zijn optreden als Smerdyakov in het toneelstuk The Brothers Karamazov. In 1970 won hij de Joseph Jefferson Award voor "Best Actor in a Principal Role" voor zijn optreden in The Man in the Glass Booth.